# 布拉尼切沃区
布拉尼切沃区是塞爾維亞東部的行政区，行政中心为波扎雷瓦茨。该区北臨多瑙河，東北與羅馬尼亞相望。行政区面積为3,865平方公里，2022年人口数量为156,367人。

## 城市和市镇
布拉尼切沃区的范围包括一个城市和7个市镇：
- 波扎雷瓦茨（城市）
- 庫切沃
- 戈卢巴茨
- 小茨尔尼切
- 彼得羅瓦茨
- 大格拉迪什泰
- 扎巴里
- 扎古比察